# Кадиоб
Кадиоб (тадж. Қадиоб) — сельский населённый пункт (тадж. деҳа) в центральном Таджикистане. Находится в Рогунском районе — районе республиканского подчинения Таджикистана. Входит в состав сельской общины (джамоата) Кадиоб, его административный центр. Расположен в Раштской долине, в долине реки Вахш. Расстояние от села до центра района (г. Рогун) — 12 км. Население — 628 человек (2017 г.), таджики. Население в основном занято сельским хозяйством (животноводство и растениводство). Земли орошаются главным образом водами горных источников.